# Indigofera scopiformis
Indigofera scopiformis är en ärtväxtart som beskrevs av Mats Thulin. Indigofera scopiformis ingår i släktet indigosläktet, och familjen ärtväxter. Inga underarter finns listade i Catalogue of Life.